# داوید سلباس
داوید سلباس (اسپانیایی: David Selvas‎؛ زادهٔ ۲۱ دسامبر ۱۹۷۱) بازیگر اهل اسپانیا است. وی از سال ۱۹۹۶ میلادی تاکنون مشغول فعالیت بوده‌است.
از فیلم‌ها یا برنامه‌های تلویزیونی که وی در آن نقش داشته است، می‌توان به لیبرتاد، مستأجر، سلول ۲۱۱ و پائو و برادرش اشاره کرد.